# RC Olomouc
Rugby Club Olomouc je český ragbyový klub sídlící ve městě Olomouc. Je účastníkem Národní ligy ragby. Barvy dresů jsou červená a černá. Klub byl založen v roce 1953 pod názvem Dukla Zenit Olomouc a jeho prvním trenérem byl Miloš Dobrý. Později nesl názvy Spartak ŽSB Olomouc a TJ Lokomotiva Olomouc, od roku 1960 byl civilním oddílem. Od roku 1979 využívá Atletický stadion TJ Lokomotiva Olomouc (třída 17. listopadu 3). Olomoučtí ragbisté hráli v nejvyšší soutěži Mistrovství Československa v ragby v letech 1969-71, 1974-79, 1990-92 a 2010-11, v roce 1975 obsadili šesté místo, což je jejich největší úspěch. Juniorský tým skončil v roce 2001 na třetím místě české ligy.